# Eusterinx anthracina
Eusterinx anthracina là một loài tò vò trong họ Ichneumonidae.